# 하마다 마리 (배우)
하마다 마리(일본어: 濱田マリ はまだまり[*], 영어: Hamada Mari, 1968년 12월 27일~)는 일본 효고현 고베시에서 태어난 배우이자 가수이다. 배우로서는 수많은 영화와 드라마를 찍었고, 가수로서는 두 장의 앨범과 싱글을 1990년대 발표하였다.

## 앨범
- フツーの人 (1995)
- 編む女 (1997)
  - 모던 쵸키쵸키즈의 보컬을 하기도 했다.

## 싱글
- パジャマトリッパー
- フツーで行こう
- ひとひと
- {{lang|ja|人の息子
- It's My Love/氣愛/Sens

## 출연

### 드라마
- 헐레이션 러브 (TV 아사히, 2023)
- 변신 (2016)
- 히포크라테스 선서 (WOWOW, 2016)
- 서점원 미치루의 신상이야기 (NHK, 2013)
- 숨도 쉴 수 없는 여름 (후지 TV, 2012)
- URAKARA (TV 도쿄, 2011)
- 보이스 - 생명 없는 자의 목소리 - (후지 TV, 2009)
- 사이토씨(NTV, 2008)
- 키쿠지로와 사키 3 (TV Asahi, 2007)
- 소에게 부탁을 - 러브 & 팜 - (후지 TV, 2007)
- 키쿠지로와 사키 (TBS, 2007)
- 대단한 곳으로 시집 와 버렸네! (TV 아사히, 2007)
- 반짝반짝 연수의 (TBS, 2007)
- 언페어 SP (후지 TV, 2006)
- 언페어 (후지 TV, 2006)
- 날개가 꺾인 천사들 (후지 TV, 2005)
- 위험한 아네키 (후지 TV, 2005)
- 키쿠지로와 사키 2 (TV 아사히, 2005)
- 원더풀 라이프(후지 TV, 2004)
- 그것은 갑자기 폭풍처럼…(TBS, 2004)
- 란포R(NTV, 2004)
- 다이아몬드 걸 (후지 TV, 2003)
- 착한 아이의 편 (NTV, 2003)
- 사랑의 바캉스 (NTV, 1997)

### 영화
- 2004년 《피와 뼈》
- 2007년 《배터리》
- 2016년 《우행록: 어리석은 자의 기록》 - 타치바나 미사코 역
- 2016년 《14의 밤》
- 2018년 《히어로 일본 대침공》 - 이누야시키 마리에 역
- 2018년 《사랑은 비가 갠 뒤처럼》 - 쿠보 역
- 2018년 《오즈랜드 웃음의 마법을 가르칩니다》